# Carl Sternheim
Carl Sternheim (Leipzig, 1 de abril de 1878 — Bruxelas, 3 de novembro de 1942) foi um dramaturgo alemão.

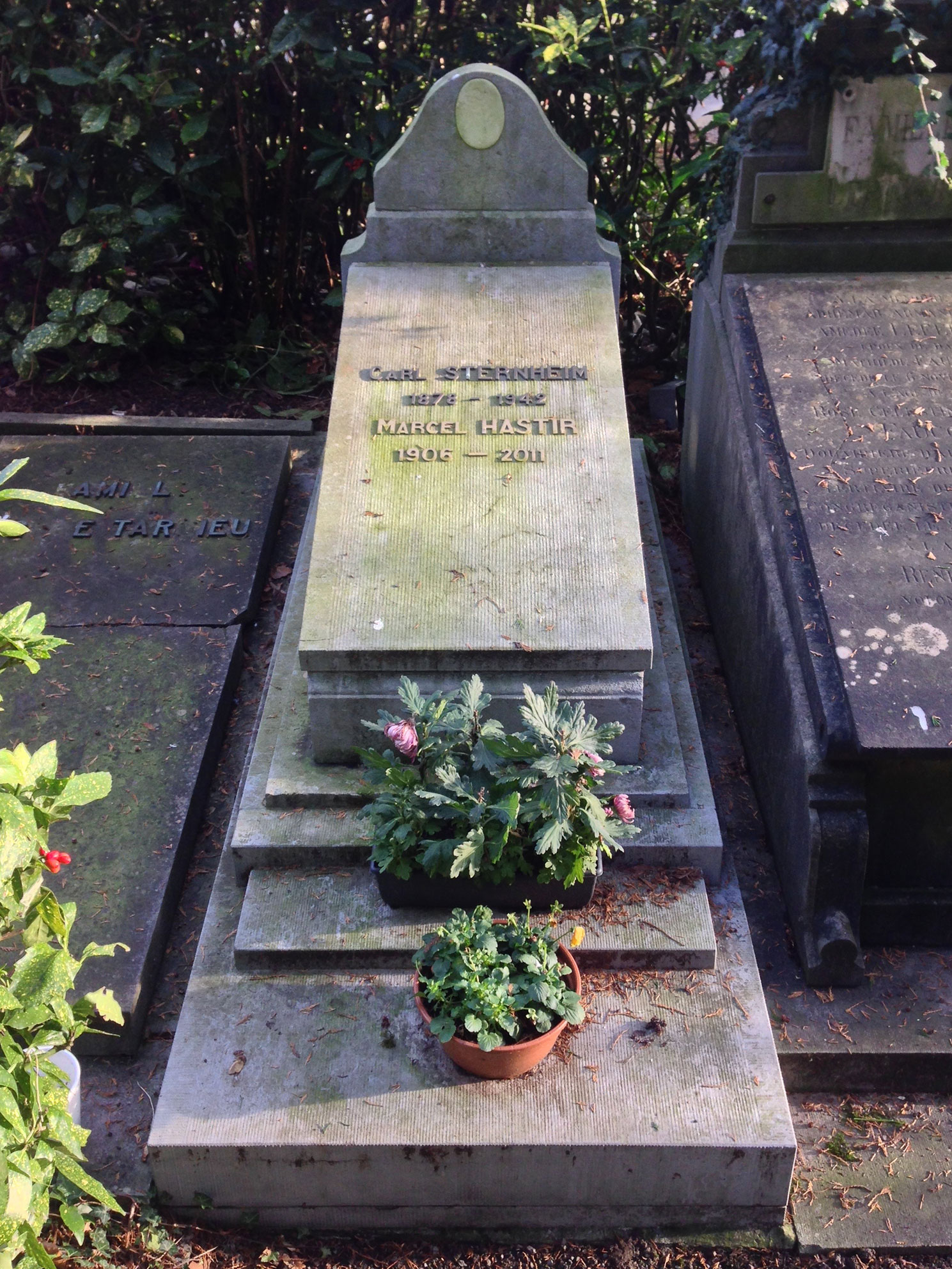

Expoente do expressionismo alemão, passou a juventude em Hanôver e Berlim. Estudou filosofia, psicologia e direito, nas universidades de Munique, Gotinga e Leipzig, nunca concluindo nenhum dos cursos. 